# Igreja do Nazareno
A Igreja do Nazareno (em inglês:Church of the Nazarene) é uma denominação cristã protestante metodista surgida nos Estados Unidos na década de 1900 e derivada do Movimento de Santidade do século XIX, sendo a maior denominação a ter como base os princípios do Wesleyanismo e do Metodismo. Possui cerca de 2 milhões de membros, conhecidos como "Nazarenos", em 29.365 templos espalhados pelo mundo.
A principal missão da Igreja do Nazareno é a pregação do Evangelho através do envio de missionários a várias regiões do mundo, "respondendo à Grande Comissão de Jesus Cristo". O processo missionário da denominação ocorre através do "evangelismo, educação, compaixão e trabalho pela justiça", entre outros. A grande maioria dos Nazarenos encontram-se nos Estados Unidos, Moçambique e Brasil, sendo estes os países com o maior número de templos e Missões Nazarenas.
Fundada no estado do Texas, a Igreja do Nazareno está sediada na cidade de Lenexa, Kansas, desde 2008. A Casa Nazarena de Publicação, editora própria da denominação, localiza-se na cidade de Kansas City, no estado do Missouri, desde sua fundação em 1912. 

## História
A Igreja do Nazareno é o resultado das fusões de várias igrejas de santidade. A mais proeminente destas fusões teve lugar nas chamadas Assembleias Gerais ocorridas em Chicago e em Pilot Point entre 1907 e 1908, que resultaram na criação da Igreja Pentecostal do Nazareno.

### Primeira Assembleia Geral
A primeira Assembleia Geral da Igreja do Nazareno ocorreu em Chicago entre 10 e 17 de outubro de 1907 e consistia em duas congregações distintas: a do Leste e a do Oeste americano. O grupo do Oeste constituía a igreja fundada em 1895 em Los Angeles por Phineas F. Bresee, um presbítero metodista e por Joseph Widney, um médico e dirigente da University of Southern California. O grupo do Leste estava associado às Igrejas Pentecostais. O nome escolhido para a denominação religiosa foi Igreja Pentecostal do Nazareno e Phineas Bresee e Hiram F. Reynolds foram eleitos os primeiros Superintendentes Gerais.

### Segunda Assembleia Geral
A segunda Assembleia Geral teve lugar em Pilot Point, no Texas. A Holiness Church of Christ, fundada em 1894, se fundiu com a Igreja Pentecostal do Nazareno e organizaram a assembleia em 13 de outubro de 1908, formulando a atual igreja. A nova Igreja do Nazareno começou com 10.034 membros, 228 congregações, 11 distritos e 19 missionários.

### Crescimento internacional

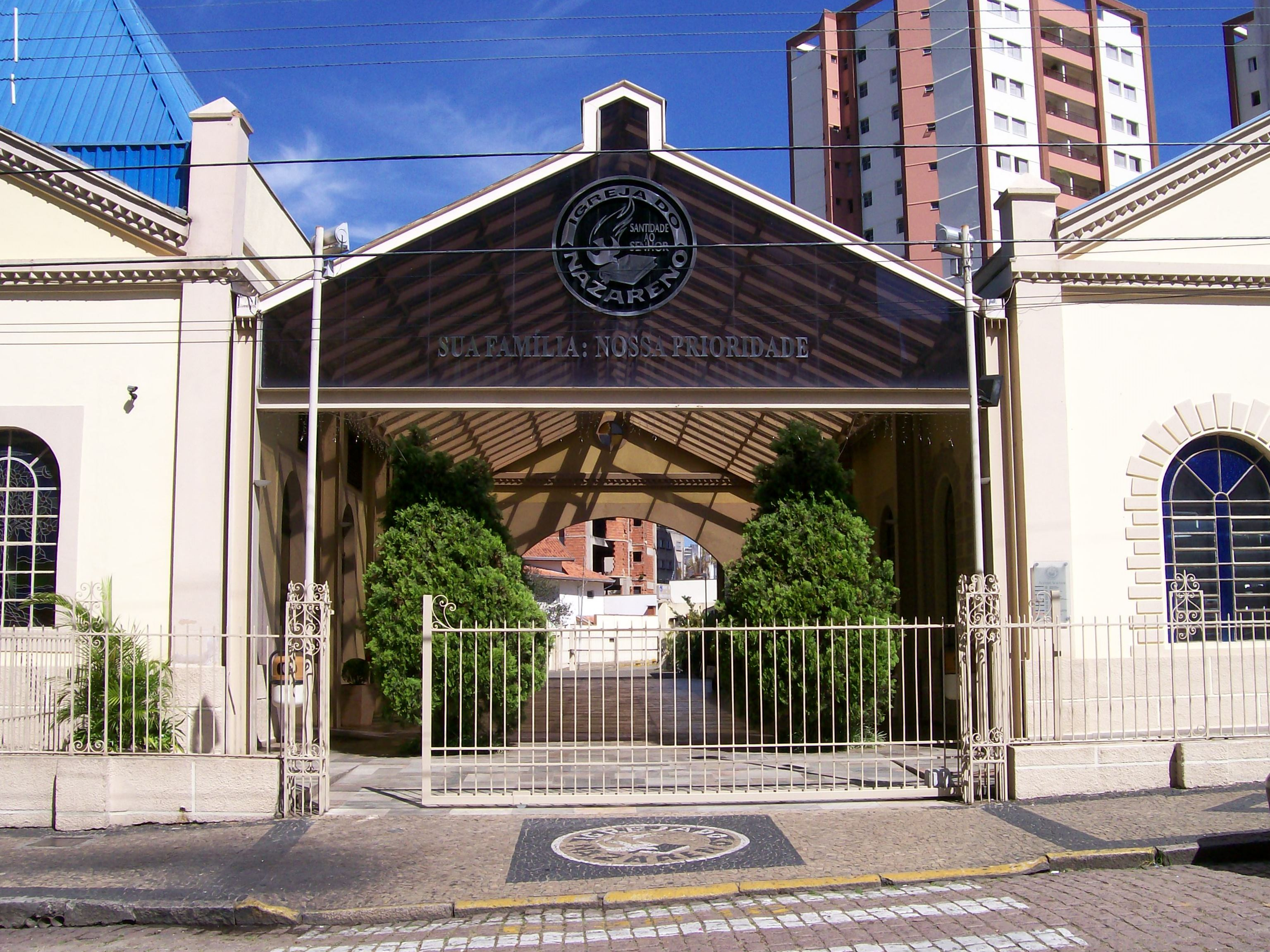
Entrada da Igreja do Nazareno em Campinas, Brasil.

Mesmo antes da fusão em Outubro de 1908, as congregações ligadas à Igreja do Nazareno tiveram a ideia de expandir a igreja por todo o mundo. A primeira região a receber missionários da Igreja do Nazareno foi a Índia em 1898 com o apoio da Associação de Igrejas Pentecostais da América. E em 1908 já havia templos na Suazilândia, Cabo Verde e Japão seguidos por templos na África Central, México e China. Também em 1915 foram criadas igrejas nazarenas na América Central e América do Sul.
O Superintendente Geral Reynolds defendeu "essa missão para o mundo" e apoiou a evangelização mundial, uma característica marcante da denominação. Com o emprego de novas tecnologias a Igreja começou os seus programas de rádio na década de 1940 como, por exemplo, "Showers of Blessing" nos Estados Unidos e "La Hora Nazarena" no mundo hispânico. Até 1980 alguns países continuaram a aderir à Igreja do Nazareno.
Em 1958 um total de 19% de membros nazarenos viviam fora dos Estados Unidos. Em 1981, 28% de membros estrangeiros  e em 1991 os números já ultrapassavam 1 milhão de membros espalhados pelo mundo, dos quais 43% dos membros vivem fora dos EUA.
Em 2009, 64% dos membros da igreja e 80% das congregações nazarenas, ou seja, 429 distritos estão fora dos Estados Unidos.

## Doutrina
A denominação tem crenças do movimento de Santidade  e é membro do Conselho Metodista Mundial.
As doutrinas oficialmente aceitas pela Igreja do Nazareno estão contidas no Manual da Igreja do Nazareno, publicado primeiramente 40 anos após a primeira Assembleia Geral, a plenária onde os seus líderes são eleitos e adições e sugestões são incorporadas ao Manual. O Manual é impresso pela Casa Nazarena de Publicação e também disponível em formato digital nos sítios oficiais da denominação, sendo reeditado a cada quatro anos em consequência de cada Assembleia Geral. Os Nazarenos estabeleceram os "16 Artigos da Fé" como sua orientação cristã, além da Bíblia. Os Artigos determinam:
- Um eterno e auto-existente Deus que se manifesta através da Santíssima Trindade;
- A divindade de Jesus Cristo e o Espírito Santo;
- A autoridade da Bíblia;
- O Pecado original e pessoal;
- Obras de expiação;
- A necessidade de arrependimento;
- A graça preveniente;
- Justificação
- Regeneração e adoção do Evangelho;
- Perfeição cristã;
- Batismo;
- Celebração da Eucaristia para todos os crentes;
- Cura pela fé;
- Segunda vinda de Cristo;
- Ressurreição dos mortos.

Ainda que não haja um texto teológico oficial autorizado pela denominação, há inúmeros amplamente utilizados no ensino e preparo de futuros ministros Nazarenos. Nos primeiros anos de existência, a Igreja do Nazareno baseou-se em obras de John Miley e William Burt Pope. Os teólogos mais influentes da denominação foram Edgar P. Ellyson, autor do Compêndio Teológico (1908); A.M. Hills, autor de Uma Teologia de Amor (1972); Richard S. Taylor, autor de Uma Justa Concepção de Pecado (1945); H. Ray Dunning, autor de Graça, Fé e Santidade (1988); entre outros. Entre os teólogos Nazarenos contemporâneos destacam-se Craig Keen, Michael Lodahl, Thomas Oord, Samuel M. Powell, Bryan Stone, Rob Staples e Thomas A. Noble, sendo que este último foi escolhido para compilar sistematicamente a doutrina da denominação.

### Arminianismo
A Igreja do Nazareno enfatiza a doutrina arminiana de graça preveniente e a livre escolha de cada ser humano acerca desta graça. A Igreja do Nazareno se distingue de muitas outras denominações protestantes por sua crença de que o Espírito Santo permite aos cristãos a possibilidade de manter-se santos com relação ao pecado – similarmente a outras denominações do Movimento de Santidade, do qual os Nazarenos são oriundos. Os Nazarenos não creem que um cristão é incapaz de pecar constantemente. Pelo contrário, a denominação classifica o pecado como algo fora de contexto na vida de um cristão santificado. Também há a crença na inteira santificação, a ideia de que um indivíduo pode desenvolver uma relação de intensa devoção à Deus, na qual não estaria mais sob influência do pecado original. Isto é, através da presença do Espírito Santo, o cristão pode ser transformado de sua natureza má e passar a viver uma vida santa. O conceito de inteira santificação apregoado pela Igreja do Nazareno é uma derivação do conceito wesleyano de perfeição espiritual.

## Números
Em 2016, o número de membros já ultrapassava a marca de 2.471.553 membros de mais de 30 mil templos diferentes em 155 lugares do mundo. Os países com maior número de congregações nazarenas são: Região da Eurásia (6.467 igrejas), USA/Canadá (4.650 igrejas) e África (4.523 Igrejas) (http://map.nazarene.org/sites/default/files/docs/GenSec/Statistics/2016AnnualStatistical.pdf) . 
A Igreja do Nazareno também controla 58 instituições de ensino superior em 40 países em cinco continentes do planeta.

## Política e governo
A Igreja do Nazareno combina as políticas episcopal e congregacional, constituindo um governo "representativo". A principal característica desta forma de governo é o equilíbrio entre o clero e a membresia leiga, assim como a igualdade de poder das congregações locais para com a denominação. Na Assembleia Geral de 1923, foi estabelecido o seguinte: "Nosso povo não desejava um extremo episcopalismo na nomeação de pastores, nem um extremo congregacionalismo. No passado, tentamos encontrar um meio termo, de modo a respeitar o espírito da democracia e, ao mesmo tempo, manter um grau de eficiência."

### Assembleia Geral

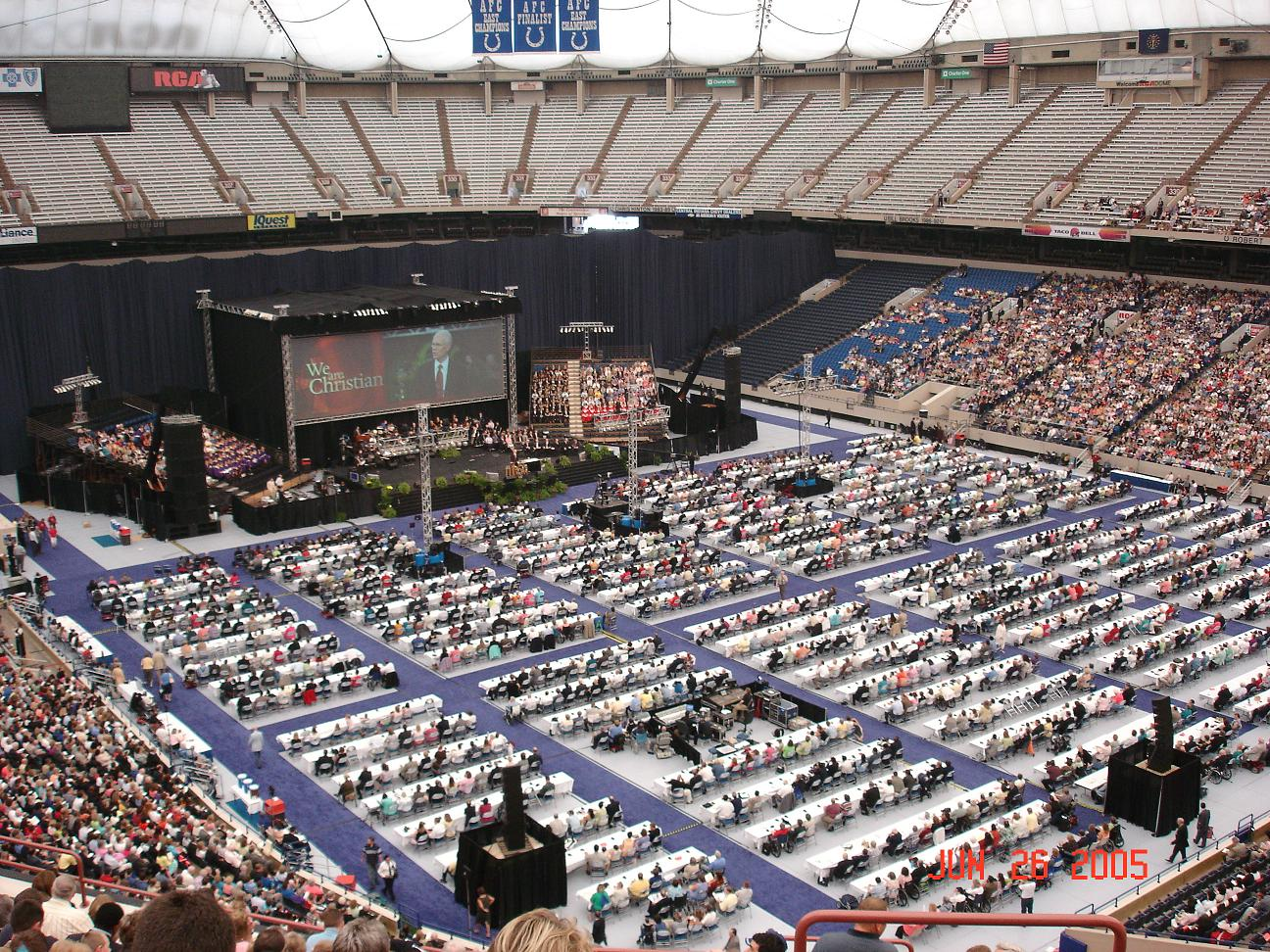
Assembleia Geral da Igreja do Nazareno de 2005, em Indianápolis.

A Assembleia Geral serve como a suprema autoridade legislativa, constituinte e eleitoral da Igreja do Nazareno, sujeita às provisões da constituição da igreja. A Assembleia Geral é composta por representantes eleitos de todos os distritos Nazarenos em todo o globo e, desde 1985, ocorre a cada quatro anos. Desde a fundação da Igreja do Nazareno, todas as Assembleias Gerais ocorreram nos Estados Unidos, país berço da denominação. Na Assembleia Geral de 2009, realizada em Orlando, um total de 1.030 delegados foram registrados, sendo 982 votantes. A Assembleia elege os membros da Junta de Superintendentes Gerais e considera propostas administrativas e eclesiásticas à denominação.

### Junta de Superintendentes Gerais
O Superintendente Geral é o cargo mais alto da Igreja do Nazareno. A cada quatro anos, seis presbíteros ordenados, acima de 35 anos e menos de 68 anos de idade, são eleitos pela Assembleia Geral da Igreja do Nazareno para um mandato de quatro anos. Ambos homens e mulheres são elegíveis ao cargo. Contudo, Dr. Nina G. Gunter foi a primeira mulher a ocupar o cargo desde a fundação da Igreja do Nazareno, tendo a atual composição da Junta Geral a presença da segunda, a Dra. Carla Sunberg. Em 1915, Roy T. Williams (1883–1946) tornou-se o mais jovem ministro Nazareno a ocupar o cargo, em decorrência da morte de Phineas F. Bresee e de William C. Wilson.
Coletivamente estes seis presbíteros constituem a Junta de Superintendentes Gerais, que é "encarregada da responsabilidade de administrar o trabalho global da Igreja do Nazareno". A Junta de Superintendentes também é responsável pela aplicação do Manual da Igreja do Nazareno, a constituição máxima da denominação.
Desde a Assembleia Geral de 2017, a Junta é composta por:
- Eugenio R. Duarte
- David W. Graves
- Dr. David A. Busic
- Gustavo A. Crocker
- Dr. Filemao Chambo
- Dra. Carla Sunberg

### Junta Geral
A Junta Geral da Igreja do Nazareno foi instituída por ação da Assembleia Geral de 1923 em substituição ao sistema de juntas gerais independentes que eventualmente entravam em disputas. Estas juntas independentes tornaram-se, então, departamentos da Junta Geral. A Junta Geral é composta de superintendentes distritais, pastores e líderes proeminentes representando a igreja a nível global e eleitos por convenções partidárias regionais na Assembleia Geral. As reuniões da Junta ocorrem anualmente no mês de fevereiro.
Na Assembleia Geral de 2013, uma nova Junta Geral foi eleita para um mandato de quatro anos. A Junta Geral incumbente possui 48 membros representando as 15 regiões globais da Igreja do Nazareno, e outros quatro membros adicionais eleitos em representação de Educação (2), Juventude Nazarena Internacional (JNI) e Missões Nazarenas Internacionais (MNI). Dos 52 membros eleitos, 27 são de outros países que não os Estados Unidos e seis são do sexo feminino.

## Organização
A Igreja do Nazareno combina políticas episcopais e congregacionais, formando uma estrutura "representativa". Uma característica marcante desta estrutura é o poder compartilhado entre os leigos e os clérigos, assim como as igrejas locais com a própria denominação. Esta estrutura foi definida claramente durante a Assembleia Geral de 1923.
A Igreja do Nazareno possui três níveis de organização: Igreja local (congregação), Distrito e Região.

### Congregação
A congregação ou igreja local é a mais básica unidade da Igreja do Nazareno, que pode incluir uma igreja estruturada ou uma missão. No fim de 2014, a Igreja do Nazareno era composta por 29.395 congregações em todo o mundo, das quais 7.970 eram missões evangelísticas. Segundo dados da própria denominação, cada congregação nazarena possui uma média de 78 membros, porém a estimativa é relativa à dimensão das comunidades em que se encontram. A Igreja do Nazareno Central de Campinas (São Paulo), por exemplo, possui cerca de 8.200 membros enquanto a Igreja do Nazareno de Paso Ancho possui 4.600 membros.

### Distrito
As congregações Nazarenas são agrupadas em Distritos. Na Assembleia Geral de 2009, o "Distrito" foi definido como "uma entidade composta de igrejas locais interdependentes organizadas assim para facilitar a missão de cada uma delas através de suporte, troca de recursos e colaboração". Cada distrito é liderado por um Superintendente Distrital, eleito pela delegação de cada igreja local durante a Assembleia Distrital.

### Região
A totalidade dos distritos da Igreja do Nazareno são organizados em "Regiões". As Regiões são administradas através da Missão Nazarena Internacional (MNI), uma entidade criada em 2011 em substituição ao antigo Departamento Mundial de Missões. A finalidade da organização é a colaboração e intercâmbio de recursos entre as equipes pastorais Nazarenas a nível internacional. Até o ano de 2011, a Igreja do Nazareno estava estruturada em 15 regiões. Em 2014, foram contabilizadas as seguintes regiões:
- África: 611.398 membros em 8.686 congregações;
- Ásia-Pacífico: 119.349 membros em 1.894 congregações;
- Eurásia: 240.585 membros em 7.832 congregações;
- Mesoamérica (México e América Central): 364.368 membros em 3.133 congregações;
- América do Sul: 279.408 membros em 2.603 congregações;
- Estados Unidos–Canadá: 649.998 membros em 5.247 congregações.

## Membros conhecidos
- Debbie Reynolds, atriz norte-americana;
- Pablo Salazar Mendiguchía, político mexicano;
- Larry Wall, criador da linguagem Perl;